# Marót (Románia)

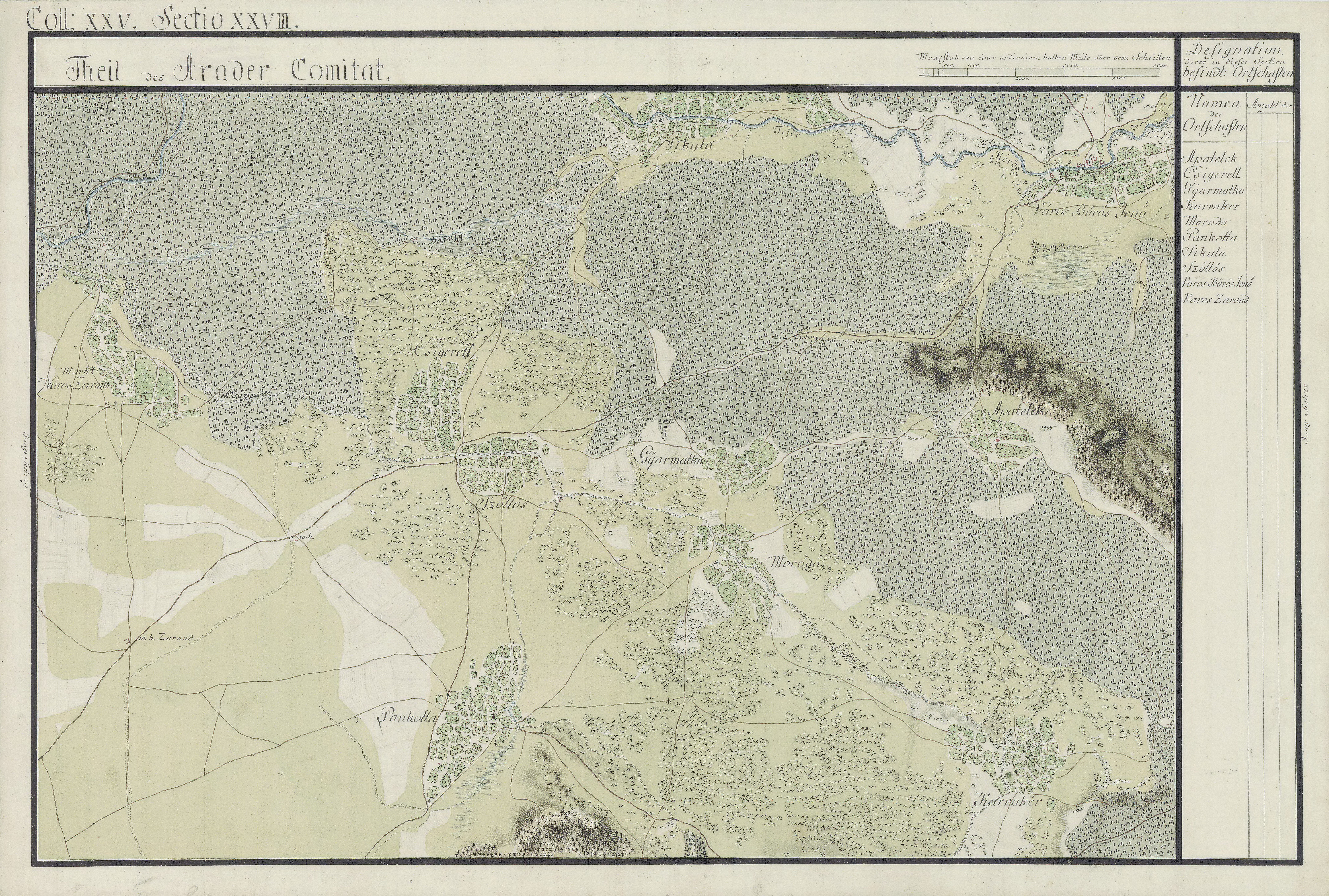
Marót egy régi térképen

Marót, románul: Moroda, település Romániában, a Partiumban, Arad megyében.

## Fekvése
Pankotától északkeletre, a Csigér bal partján fekvő település.

## Története
Marót egykor Zaránd vármegyéhez tartozott, nevét az oklevelek 1508-ban említették először Maroth néven. 1561-ben Marodnak, 1519-ben Maroth, 1808-ban Moroda, 1913-ban Marót néven írták.
A falut a 16. századi adólajstromok Pankota és Világos vidéki helységekkel együtt sorolták föl.
1851-ben Fényes Elek írta a településről: „Arad vármegyében, 3620 óhitü lakossal, s anyatemplommal. Róna határa 1934 hold, ... Földesura a Derra család.”
1910-ben 1602 lakosából 1574 román, 25 magyar volt. Ebből 1137 görögkeleti ortodox, 438 görögkatolikus, 15 római katolikus volt.
A trianoni békeszerződés előtt Arad vármegye Borosjenői járásához tartozott.